# 敘利亞中央銀行
叙利亚中央银行（英語：Central Bank of Syria，CBS，阿拉伯语：‎）是叙利亚的中央银行。该银行成立于1953年，1956年开始运营。它的总部设在大马士革，在敘利亞各省省會设有11个分支机构。敘利亞中央银行負責发行叙利亚的货币敘利亞鎊，并每天在外汇市场上干預叙利亚镑的价格。敘利亞中央银行還控制所有在叙利亚经营的银行。